# Акт против рабства
Акт против рабства (англ. Act Against Slavery) — акт, принятый второй сессией 1-го парламента Верхней Канады 9 июля 1793 году. Согласно документу, в Верхней Канаде, части Британской Северной Америки, которая ныне является штатом Онтарио, был запрещён импорт (завоз) рабов и провозглашено, что дети, рожденные рабами после принятия акта, будут освобождены из-под рабства по достижении 25-летнего возраста.

## Принятие
На инаугурационном собрании исполнительного совета Верхней Канады в марте 1793 года лейтенант-губернатор Симко услышал историю рабыни Хлоя Кули, которую насильственным путём перевезли из Верхней Канады в США для продажи. Намерение Симко отменить рабство в Верхней Канаде потерпело сопротивление со стороны членов Законодательной ассамблеи, владевших рабами, поэтому был принят компромиссный вариант.
Закон под названием «Акт об избежание дальнейшего ввоза рабов и об ограничении срока действия договоров о сервитутах в этой провинции» предусматривал, что все рабы провинции будут оставаться рабами до своей смерти; никакие новые рабы не могут быть ввезены в провинцию; дети, рожденные рабами после принятия акта, будут освобождены из-под рабства по достижении ими 25-летия. Основная часть текста написана генеральным прокурором Джоном Уайтом. Из 16 членов ассамблеи по меньшей мере шесть владели рабами.
Благодаря Акту Верхняя Канада стала «первой юрисдикцией Британской империи, принявшей закон об освобождении рабов». Акт действовал до 1833 года, когда британский парламент принял Акт об отмене рабства, запретивший рабство во всех колониях Британской империи.

## Последствия
В 1798 году Кристофер Робинсон внёс на Законодательном совете Верхней Канады билль о разрешении на ввоз дополнительных рабов. Ассамблея приняла билль, однако рассмотрение в Законодательном совете зашло в тупик.
Тысячи темнокожих канадцев служили добровольцами во время англо-американской войны 1812 — 1814 годов. В 1819 году генеральный прокурор Джон Робинсон (сын Кристофера Робинсона) заявил, что рабы, оставаясь в Канаде, были освобождены и что канадские суды будут защищать их свободу.